# Pseudopostega constricta
Pseudopostega constricta là một loài bướm đêm thuộc họ Opostegidae. Nó được miêu tả bởi Donald R. Davis và Jonas R. Stonis, 2007. Nó được tìm thấy ở the state of Chiapas ở miền nam México.
Chiều dài cánh trước là 3.7–5 mm. Con trưởng thành bay vào tháng 6.